# Брениця (Польща)
Брениця (пол. Brenica) — село в Польщі, у гміні Любохня Томашовського повіту Лодзинського воєводства.
Населення — 466 осіб (2011).
У 1975-1998 роках село належало до Пйотрковського воєводства.

## Демографія
Демографічна структура станом на 31 березня 2011 року:
|          | Загалом | Допрацездатний вік | Працездатний вік | Постпрацездатний вік |
| -------- | ------- | ------------------ | ---------------- | -------------------- |
| Чоловіки | 231     | 53                 | 156              | 22                   |
| Жінки    | 235     | 60                 | 124              | 51                   |
| Разом    | 466     | 113                | 280              | 73                   |